# Balie (loket)

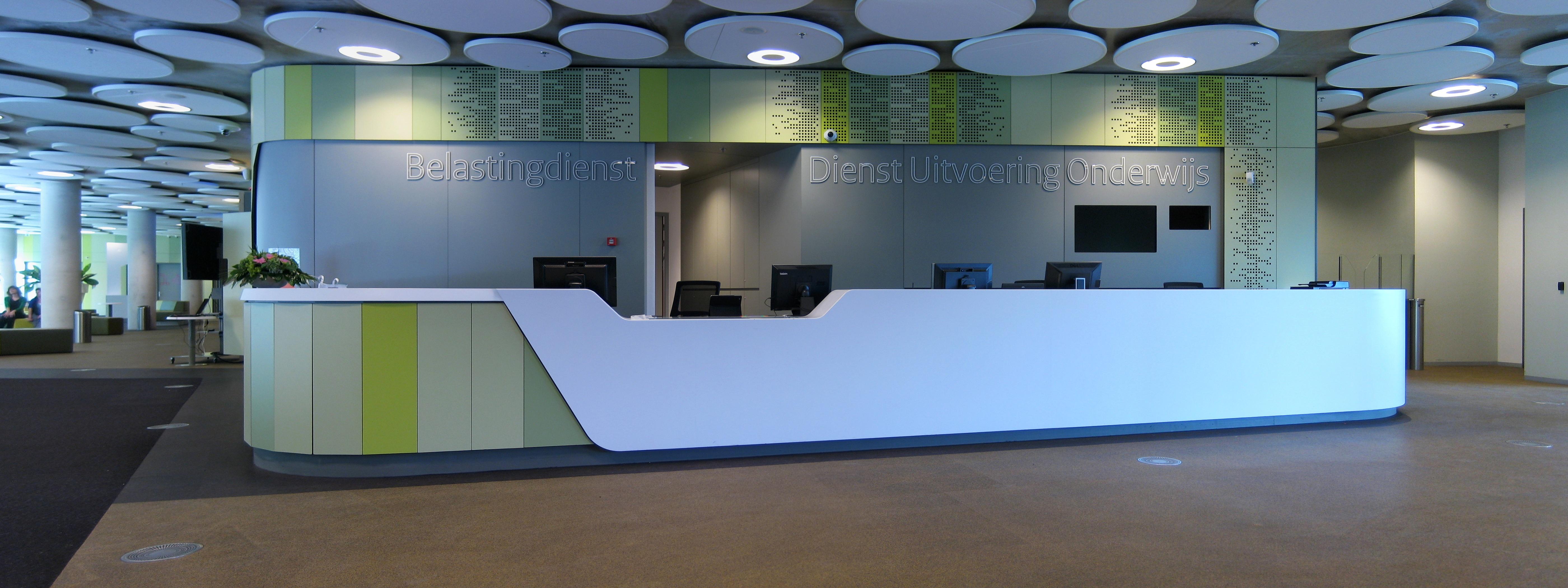
De gecombineerde receptie van de Belastingdienst en de Dienst Uitvoering Onderwijs in het rijkskantorencomplex Kempkensberg in Groningen (2012)

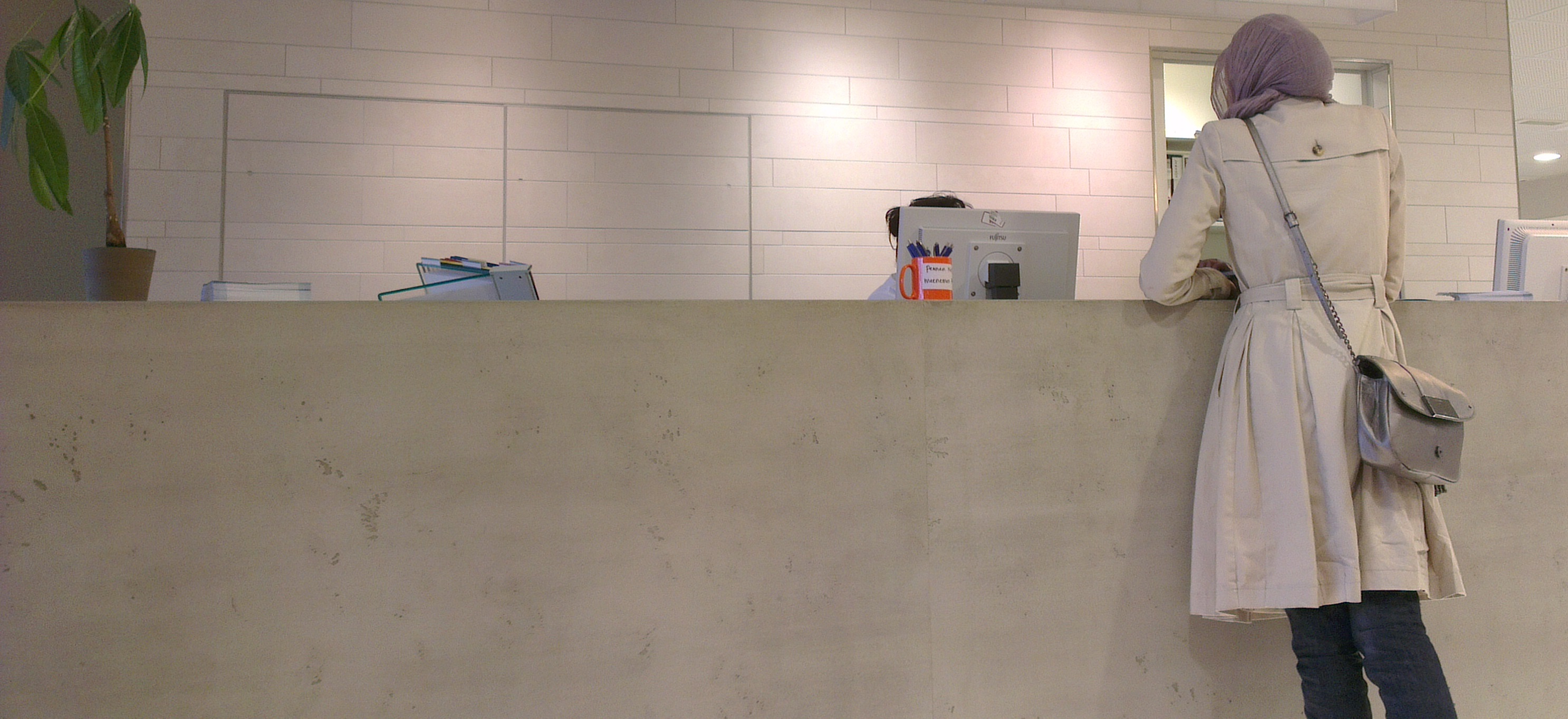
Een balie in een ziekenhuis (2013)

Een balie is een soort tafel met meestal aan de ene kant personeel en de andere kant klanten, voor verkoop, informatie, enz. Het is meer open dan een loket.
Vanwege het opener karakter zal een balie vaak gekozen worden om een dienst laagdrempeliger aan te bieden, terwijl een loket gebruikt zal worden bij diensten die meer beveiliging vereisen.
Een receptie is een balie bij de ingang van allerlei instellingen, zoals hotels, kantoren en overheidsinstellingen. De functie van receptionist(e) wordt vaak gecombineerd met die van telefonist(e).
In België wordt de receptiebalie vaak ‘onthaal’ genoemd, standaardtaal aldaar. 
1. ↑  Taalunie, Onthaal / ontvangst. Taaladvies.net (12 mei 2021). Geraadpleegd op 22 oktober 2024.